# بطولة أوروبا لكرة اليد للرجال 2000
أقيمت بطولة أوروبا لكرة اليد للرجال 2000 في مدينتي زغرب ورييكا في كرواتيا خلال الفترة من 21 يناير إلى 30 يناير في عام 2000.

## الترتيب النهائي
1. السويد
2. روسيا
3. إسبانيا
4. فرنسا
5. سلوفينيا
6. كرواتيا
7. البرتغال
8. النرويج
9. ألمانيا
10. الدنمارك
11. آيسلندا
12. أوكرانيا